# Rotwandalm
Die Rotwandalm mit der bewirtschafteten Rotwandlhütte Alm im Karwendel auf 1525 m ü. A. Höhe auf einem Sattel zwischen Juifen und Zotenjoch gelegen.
Die privat betriebene Almhütte ist jahreszeitabhängig bewirtschaftet.

## Aufstiege
- von Norden bei Achenwald per Mountainbike oder zu Fuß
- von Süden aus dem Bächental zu Fuß